# Stromatoliet

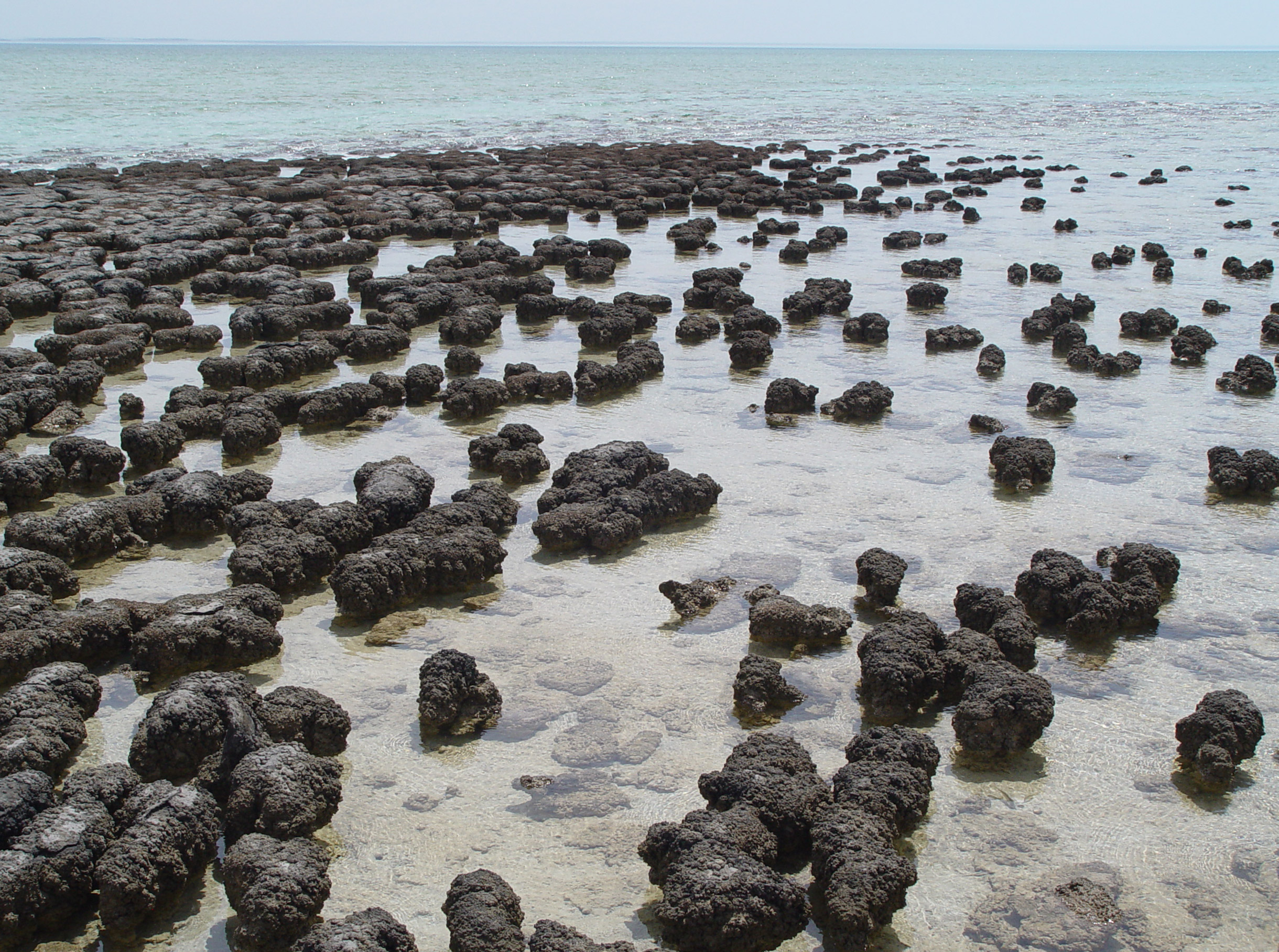
Moderne stromatolietenkolonie in de West-Australische Shark Bay (Hamelin Pool)

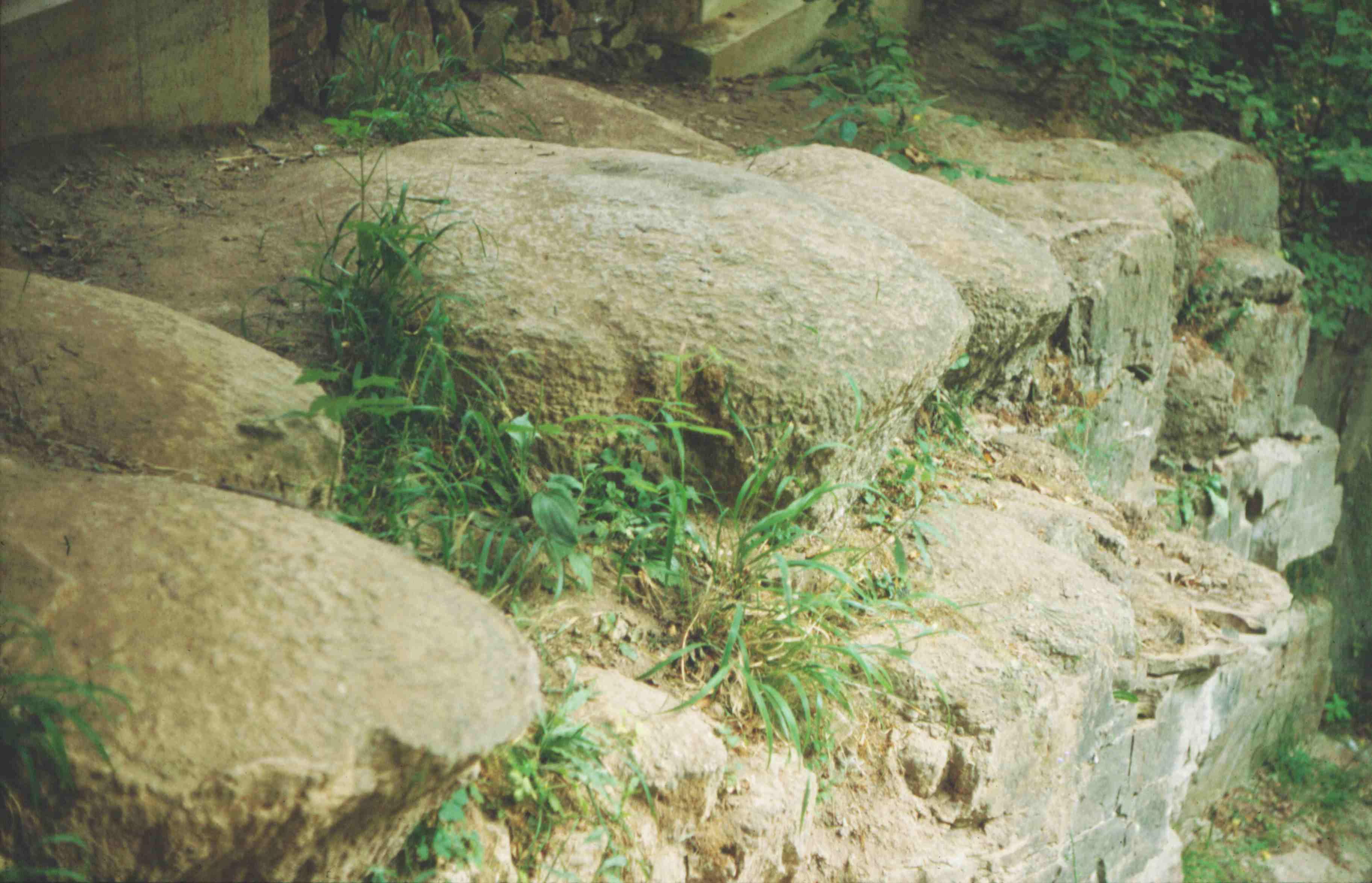
Fossiele stromatolieten in de Onder Buntsandstein bij Wilhelmshall (Huy, Sachsen-Anhalt)

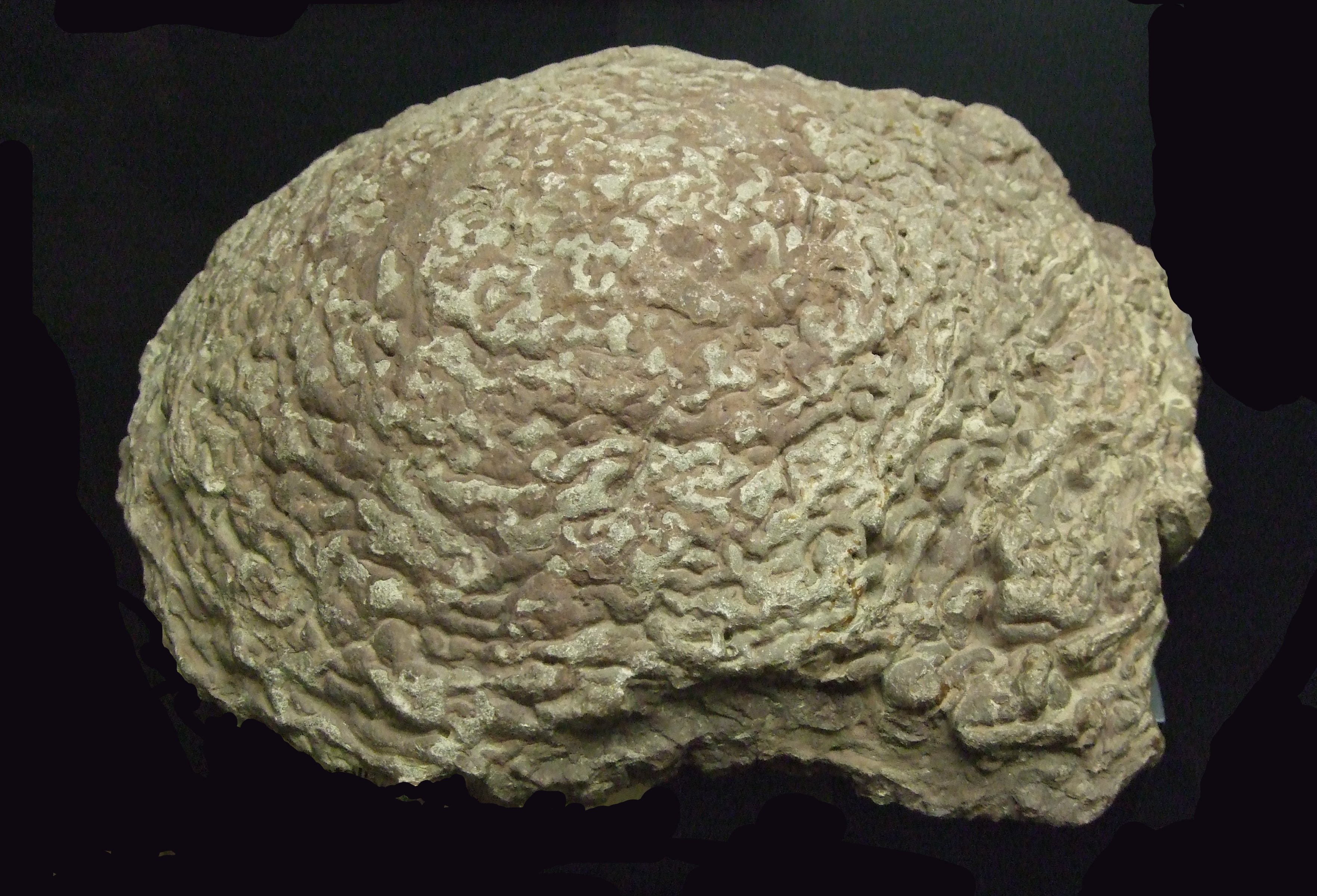
Stromatoliet uit het Assegebergte bij Braunschweig, een van de exemplaren die Kalkowsky gebruikte voor zijn beschrijving (1908)

Stromatolieten (van het Griekse στρῶμα stroma=laag en λίθος lithos=steen) zijn sedimentaire gesteentes van biologische oorsprong. Ze ontstaan doordat tijdens de groei en de stofwisseling van micro-organismen onder water sedimentdeeltjes worden ingevangen of doordat opgeloste stoffen neerslaan. Ze zijn gelaagd en bestaan uit dunne laagjes kalksteen. Deze lagen kunnen vlak of concaaf naar boven gebogen zijn, of samengegroeid uit meer van zulke vormen, als zuilen naast elkaar. Stromatolieten zien er knolvormig uit en de gegolfde "schillen" lijken soms op een bloemkool. Een variant van stromatoliet die niet gelaagd is, maar geclusterd is thromboliet. 
De oudst bekende fossielen zijn overwegend stromatolieten. Daarom vermoedt men dat deze aanwijzingen kunnen geven over hoe het leven op aarde zich tot complexere vormen heeft ontwikkeld.

## Ontstaan
Voor het ontstaan van een stromatoliet is een biofilm nodig: een laag van micro-organismen die omgeven is door een zelfgeproduceerde slijmlaag en die aan een oppervlak hecht. Bij hedendaagse stromatolieten is de biofilm 1-10mm dik en bestaat uit een basislaag van heterotrofe bacteriën, dat wil zeggen bacteriën die van organisch materiaal leven. In de bovenlaag bevinden zich hoofdzakelijk fototrofe micro-organismen samen met een klein aantal heterotrofe. In deze laag kan onder invloed van licht nieuw organisch materiaal geproduceerd worden. Het slijm bestaat uit polysachariden en andere biopolymeren en speelt een wezenlijk rol bij het binden van sedimentdeeltjes.
De meeste stromatolieten bestaan uit kalksteen die door neerslag ontstaat. Daarvoor is gewoonlijk zeewater met een hoge concentratie aan calcium- en carbonaationen (opgeloste kalk) nodig.  Door de intensieve omzetting van kooldioxide door de micro-organismen, wordt de directe omgeving alkalisch en vermindert de oplosbaarheid van calciumcarbonaat, dat daardoor als kalk neerslaat. Bepaalde biopolymeren functioneren als kristalisatiekernen doordat ze negatief geladen atoomgroepen bereidstellen. Bij hedendaagse stromatolieten zijn het vooral marine benthonische cyanobacteriën ('blauwalgen') die dit veroorzaken. Hoofdzakelijk gaat het daarbij om oxygene fotosynthese, waarbij kooldioxide gereduceerd wordt en zuurstof ontstaat. Deels gaat het om anoxygene fotosynthese waarbij waterstofsulfide gereduceerd wordt en zwavel of sulfaat ontstaat.

Door de opeenhoping van gevangen sedimentdeeltjes en/of neergeslagen kalk raken de micro-organismen ingesloten en worden ze bedekt. Door voortdurende groei, c.q. celdeling in de hoogte, wordt de biofilm aan de basis inactief en sterft af, maar groeit naar boven verder. Daardoor groeit de stromatoliet als geheel steeds verder naar boven. Het ontstaan van de laagstructuur is niet compleet verklaard. Het is vermoedelijk een complex proces waarbij onder meer de dag-nacht cyclus, wisselingen in de sedimentafzetting, seizoengebonden wisselingen in de waterchemie en veranderingen in de levensgemeenschap van de biofilm een rol spelen.  Over de groeisnelheden is weinig bekend. De hedendaagse stromatolieten in de Hamelin Pool (zie onder) groeien ongeveer 0,3mm per jaar.
Stromatolieten kunnen alleen ontstaan als de voor de groei noodzakelijk biofilm niet door andere organismen wordt afgegraasd. Tijdens het Precambrium bestonden dergelijke organismen nog niet. In die tijd ontstonden vele stromatolieten die als fossielen zijn gevonden. Later konden stromatolieten alleen daar groeien waar het milieu voor ander leven vijandig was, bijvoorbeeld in hogere zoutconcentraties.

## Fossielen

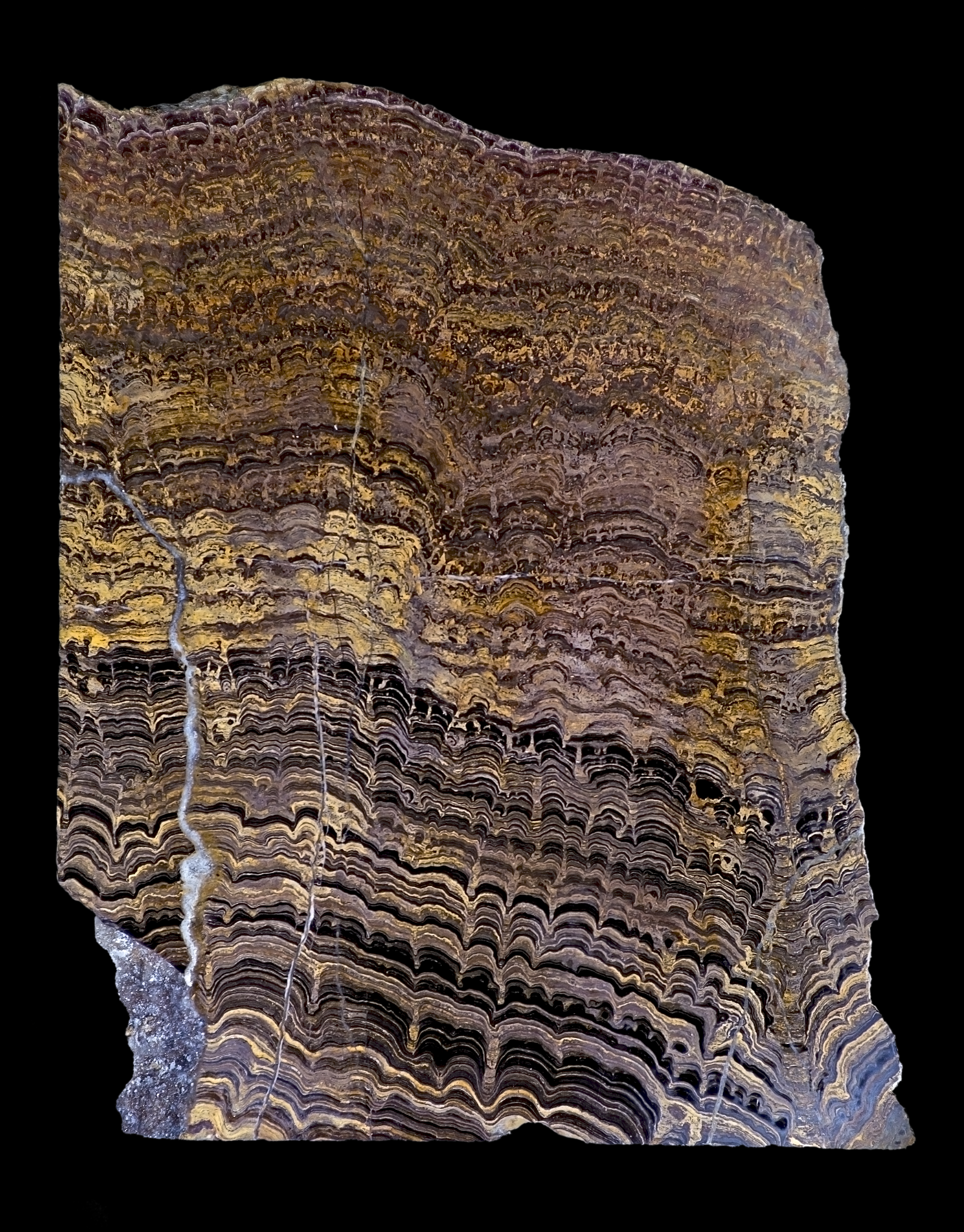
In deze stromatolieten uit de oostelijke Andes, ten zuiden van de Boliviaanse stad Cochabamba is de fijne laagstructuur goed te herkennen. Ze zijn circa 70 miljoen jaar oud

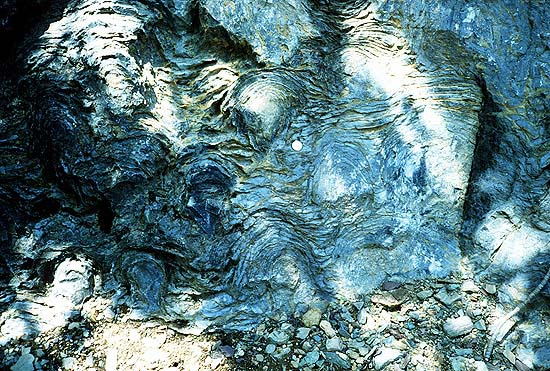
Meer dan 1 miljard jaar oude stromatolieten uit de Siyeh Formatie Glacier National Park, Montana, USA.

Het begrip Stromatoliet werd in 1908 voor het eerst door Ernst Kalkowsky gebruikt met betrekking tot vondsten in Noordduitse bontzandsteen. Het Holotype waarop deze eerstbeschrijving gebaseerd is bevindt zich in het Museum für Mineralogie und Geologie Dresden.
Stromatolieten gelden als de vroegste structuren die zijn ontstaan door levende organismen. Ze ontstonden al 3,5 miljard jaar geleden, in het Precambrium.  Volgens een studie uit 2016 is de vondst in Groenland in de Isua gneiss zelfs 3,7 miljard jaar oud.
De Warrawoona-serie in West-Australië is 3,5 miljard jaar oud.
De stromatolieten uit de Fig-tree-groep, Swaziland supergroep in Barberton Mountain Land, Zuid-Afrika, zijn circa 3,4 miljard jaar oud.

Lang voordat er koralen bestonden, ontstonden er al belangrijke riffen uit stromatolieten. Tot voor een miljard jaar kwamen stromatolieten in vrijwel alle kustgebieden voor. 700 miljoen jaar geleden nam de verbreiding en veelvoud van stromatolieten af en sinds ca. 450 miljoen jaar geleden tot op heden zijn ze zeer zeldzaam. Het wordt aangenomen dat de opkomende eukaryoten de biofilmen afgraasden.

## Hedendaagse populaties

### Algemeen
Hedendaagse, groeiende stromatolieten bestaan alleen nog in enkele ecologische niches die gekenmerkt worden door een verhoogde zoutconcentratie, bijvoorbeeld lagunes en zout- of sodameren. Deze omstandigheden beschermen de stromatoliet-bouwende cyanobacteriën tegen begrazing door dieren en andere organismen. Dit betekent niet dat vroegere stromatolieten onder vergelijkbare omstandigheden groeiden.
Groeiende stromatolieten komen voor in Australië in de Shark Bay, in het Pink Lake en in het Spencer Lake in West-Australië, in Egypte (Sinaï) in het Solar Lake, in China op Han-Nan-Island, in de Perzische Golf, in Brazilië in Lagoa Salgada, in de VS in Green Lake (Texas), Mono Lake (Californië), in het Yellowstone National Park, op de Bermudas, in Mexico in de Lagune van Bacalar, op Antarctica in Lake Untersee, in Turkije in het Vanmeer. Ook zijn ze te vinden in een aantal alkalische kratermeren: Satonda in Indonesië, Niuafoʻou op Tonga, Kauhako op Molokai (Hawai) en Alchichica in Puebla (Mexico).

### Hamelin Pool Marine Nature Reserve

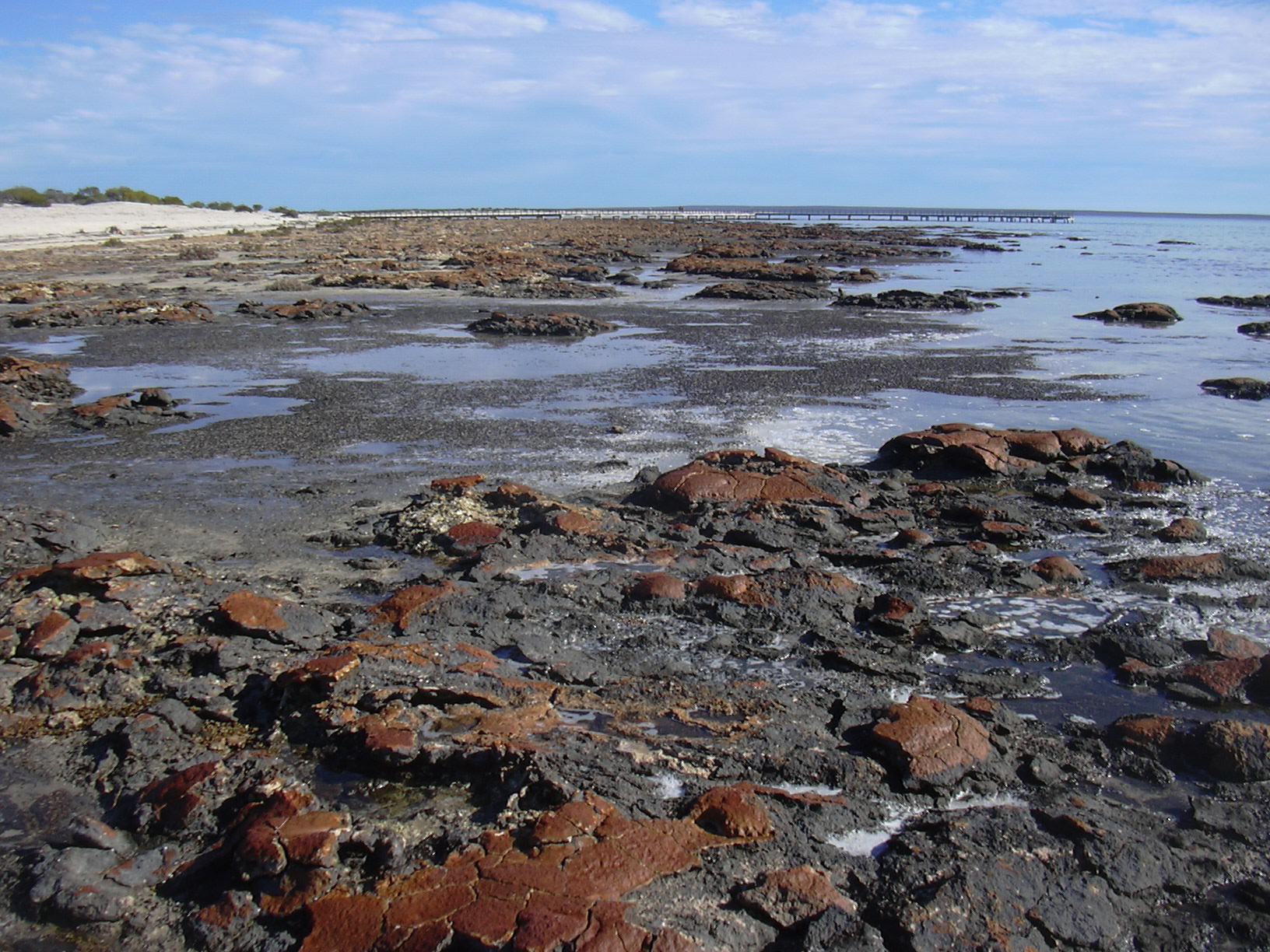
Rode koepels, Shark Bay, West-Australië

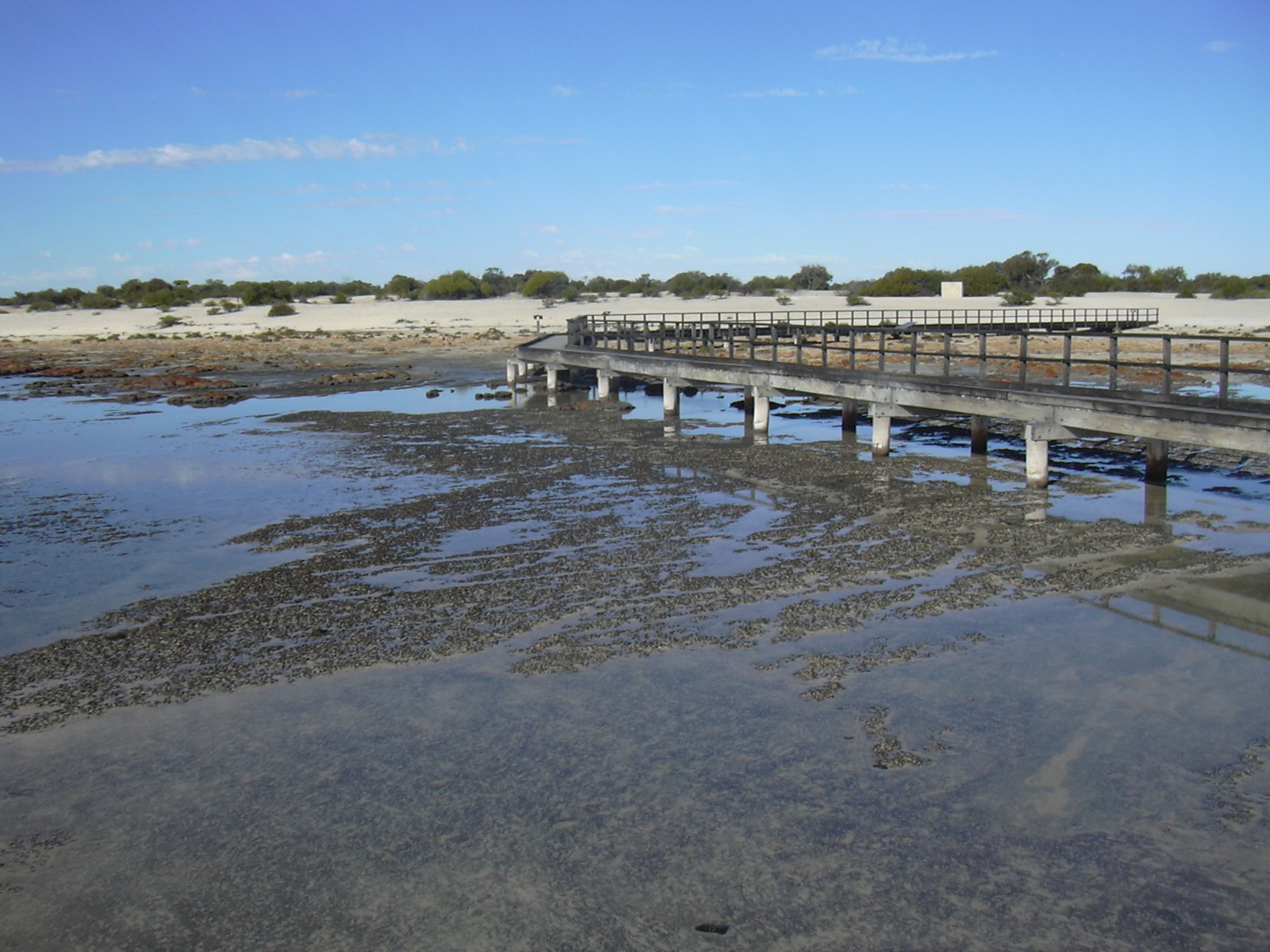
"Viltmatten", Shark Bay, West-Australië

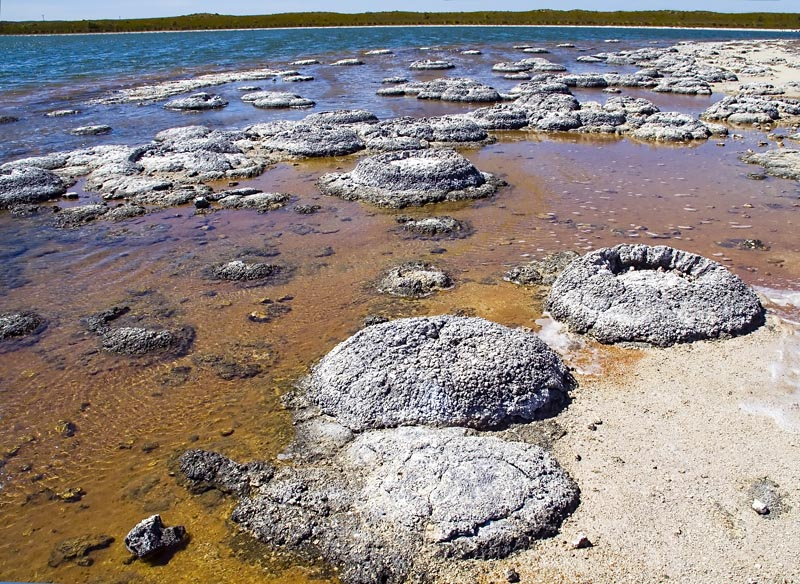
Een levende stromatolietenkolonie bij Lake Thetis in West-Australië

In Shark Bay in West-Australië werden in juni 1956 nog steeds groeiende stromatolieten ontdekt. Zij gelden als UNESCO-werelderfgoed. Het water is ongeveer dubbel zo zout als in de vrije oceaan, waardoor grazende organismen zoals slakken wegblijven. In afwezigheid van natuurlijke vijanden groeien de stromatolieten hier maximaal 1 cm per 30 jaar. De cyanobacteriën in de biofilm assimileren hier ongeveer 17–113 mg koolstof uit kooldioxide per uur en per vierkante meter. 
In Hamelin Pool Marine Nature Reserve komen de volgende vormen voor:
- "Bloemkool"-structuren, de oudste daarvan zijn 1-1,5m groot.
- Koepels met rode kap ("red-capped domes"): grijszwarte vlakke structuren aan het strand met een roestrode "hoed". Sinds 500-1000 jaar groeien ze niet meer, doordat de waterspiegel gezakt is. De rode kleur is mogelijk door contact met ijzerhoudend water of door bacteriën ontstaan; de oorzaak staat nog ter discussie.
- Tapijten ("tufted matts") die uit de verte op viltmatten lijken. Deze structuren zijn amper een centimeter hoog en nog heel jong.

### Lake Thetis
In West-Australië bevindt zich ook een populatie in Lake Thetis nabij de kleine plaats Cervantes. Het gaat om een licht-alkalisch zoutmeer met een zoutgehalte van 53g zout per liter, een pH van 8,5-9 en een diepte van 2-3 meter. Hier bevinden zich koepelvormige stromatolieten met een doorsnee van 30-40 centimeter en een hoogte van circa 1 meter. Ze bestaan hoofdzakelijk uit aragoniet, een kalksteensoort. De bovenlaag van de biofilm bevat cyanobacteriën uit de Entophysalis-groep.

## Stromatolieten als indicator voor het ontstaan van zuurstof

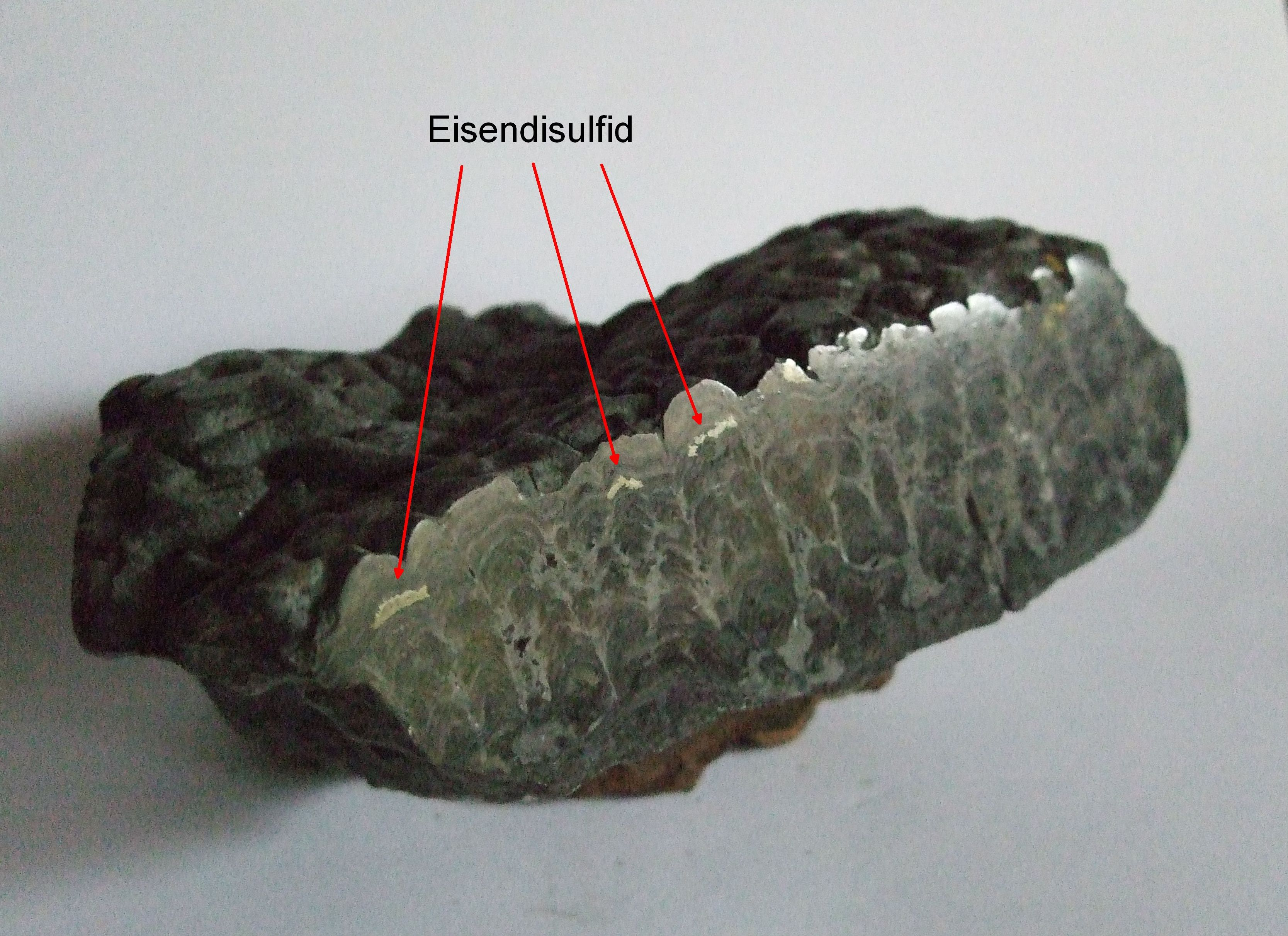
Stromatoliet met insluitingen van ijzer(II)disulfide uit Thüste, Niedersachsen

Het voorkomen van stromatolieten tezamen met zogenaamde "banded iron formations", een gesteente dat bestaat uit afwisselende lagen van kwartsiet en ijzeroxides, wordt gezien als teken dat moleculaire zuurstof, ontstaan door fotosynthese, voorkwam.
Voor het ontstaan van zuurstof was ijzer als makkelijk oplosbaar Fe2+ In het water aanwezig. In aanwezigheid van een sterke oxidator zoals zuurstof wordt Fe2+ echter vrij snel door redoxreacties omgezet in het veel minder makkelijk oplosbare Fe3+, dat combineert met zuurstofatomen om mineralen zoals Hematiet en Magnetiet te vormen. Dit resulteert in een laag ijzeroxides in het sediment, die vervolgens wordt afgewisseld met een zuurstofarme periode, waarin alleen kwartzand wordt afgezet, waarna de zuurstofproductie weer toeneemt en de volgende ijzeroxidelaag wordt afgezet, resulterend in een kenmerkend gestreept patroon. Omdat het opkomen van stromatolieten ongeveer tegelijk gebeurde, dat cyanobacteriën als zuurstofproducent op de stromatolieten domineerden. Deze theorie is van een aantal dingen afhankelijk:
- Voor die tijd was hoogstens een lage concentratie moleculaire zuurstof beschikbaar die door fotolyse van water ontstond en die onvoldoende was voor de oxidatie van tweewaardig ijzer.[15]
- Analoog aan de groei van moderne stromatolieten moeten de cyanobacteriën op fossiele stromatolieten ook zuurstof geproduceerd hebben.[17]
- In de fossiele stromatolieten heeft men resten gevonden van mikroorganismen die lijken af te stammen van organismen die eruitzagen als hedendaagse cyanobacteriën.  [18][19]

Al vroeg werd deze opvatting ter discussie gesteld en werden onduidelijkheden benoemd.
Verder onderzoek verduidelijkte de bezwaren.
Meerdere inzichten stelden de absoluutheid van het model ter discussie:
- Onder invloed van UV-straling en blauw licht is de oxidatie van tweewaardig ijzer wel mogelijk (2 Fe2+ + 2 H+ → 2 Fe3+ + H2) en kunnen de genoemde ijzerertsen ook zonder moleculaire zuurstof ontstaan.[22]
- Stromatolieten kunnen ook abiotisch ontstaan.[23] Sommige onderzoekers denken dat de structuur in sommige van de oudste fossiele stromatolieten uit West-Australië en West-Groenland (respectievelijk 3,465 en 3,8 miljard jaar oud) niet van organismen stamt maar abiotisch ontstaan is.[24][25] Er zijn wel enkele mogelijke aanwijzingen dat deze stromatolieten wel biologisch van oorsprong zijn. Dit zijn onder meer de grote gelijkenis met latere, zeker wel biogene stromatolieten, inclusief de aanwezigheid van bepaalde als kenmerkend beschouwde microstructuren en de aanwezigheid van zogenaamde organische globules in de structuur.[26] Ook zijn er microkristallen van Aragoniet aanwezig die waarschijnlijk een biologische oorsprong hebben.[27]

- De resten van micro-organismen in jongere stromatolieten kunnen qua vorm ook stammen van andere micro-organismen dan cyanobacteriën. Maar zelfs als ze van de laatste stammen, is nog niet gezegd dat ze toentertijd oxygene fotosynthese bedreven, want ook moderne cyanobacteriën kunnen in plaats daarvan waterstofsulfide reduceren en dan wordt geen zuurstof geproduceerd.[28][29] Inderdaad schijnt dit het geval te zijn bij relatief jonge stromatolieten uit het bovenste Malm gevonden bij Thüste (SW Hildesheim). Deze zijn waarschijnlijk ontstaan in een zuurstofloos milieu en bevatten ijzer(II)disulfiet.[14]

Samenvattend kan op basis van de huidige kennis worden aangenomen dat het voorkomen van banded iron formations en stromatolieten een aanwijzing zijn dat moleculaire zuurstof toentertijd al bestond. Die indicaties zijn echter geen eenduidig bewijs, de zuurstof kan ook pas later in de geschiedenis van de aarde zijn ontstaan door oxygene fotosynthese.